# 金聲桓
金聲桓（？—1649年），字虎臣，遼東（今遼寧遼陽）人。

## 生平
早年世襲軍戶，隶屬杨嗣昌诸营。清人陷遼東，聲桓全家被俘，隻身入關，成為明總兵黃龍裨將，後投左良玉軍中。左良玉死，隨其子左夢庚降清，任江西總兵，駐守南昌，攻拔吉安及贛州，逼殺楊廷麟，以功改提督江西军务总兵官。因愤清廷封赏太薄，江西巡抚章于天、巡按董学成胁迫其钱财，“索馈遗、索金珠至再至三”，又反。
順治五年（1648年）閏三月，金声桓与部将王得仁在江西南昌反正，並邀姜曰廣起義，擒杀江西巡抚章于天、清江西巡按董学成、布政使迟变龙，清軍撤出湖南。金声桓力攻赣州，久攻不下。不久，清軍圍攻南昌，金声桓和王得仁派人向何腾蛟求救，但何腾蛟未前往救援。次年城破，正月十九日，蒙古兵登城墙，南昌失守。金聲桓身中二箭，投帅府荷花池死，大学士姜曰廣亦投水自盡，清軍屠南昌。消息报至行在肇庆，永曆帝赠榆林王，谥忠武。

### 引用
1. ↑  《清世祖实录》卷二十一，顺治二年十月辛丑（二十三日）“授劄委总兵金声桓为左都督充镇守江西总兵官”。
2. ↑  《明清史料》丙编，第八本，第七六二页。
3. ↑  據《江变纪略》；温睿临《南疆逸史》卷六《姜曰广传》记，金声桓“自投于城之东湖”。
4. ↑  彭孙贻《茗斋集》卷四，《道经南昌府君祠下》诗前序云：“戊子，声桓又叛，清谭泰攻灭之，屠南昌。”
5. ↑  據钱秉镫《所知录》卷三。王夫之《永历实录》卷十一记金声桓赠榆林王，谥忠武。

### 書目
- 《江變紀略》